# Rozmár
A rozmár (Odobenus rosmarus) az emlősök (Mammalia) osztályának a ragadozók (Carnivora) rendjébe, ezen belül a rozmárfélék (Odobenidae) családjába tartozó faj.
Családjának és az Odobenus nemnek az egyetlen faja.

## Előfordulása
Az Északi-sark körüli tengerpartok lakója. Ha teheti, elkerüli a nyílt vízeket, ezért úszó jégtáblákon is találkozni vele. A faj az elmúlt évszázad során erősen visszaszorult, 1996-ban alig több mint 50 000 példányt számlált.

## Alfajai
- Odobenus rosmarus divergens Illiger, 1815 - szinonimái: cookii (Fremery, 1831); orientalis (Dybowski, 1922)
- Odobenus rosmarus laptevi Chapskii, 1940
- Odobenus rosmarus rosmarus Linnaeus, 1758 - szinonimája: arcticus (Pallas, 1811)

Az Atlanti-óceán partjain levő állatoknak „beesett” az orruk, és kissé hajlott az agyaruk, míg a Bering-szorosnál élőknek domború az orruk, és egyenes az agyaruk.

## Megjelenése

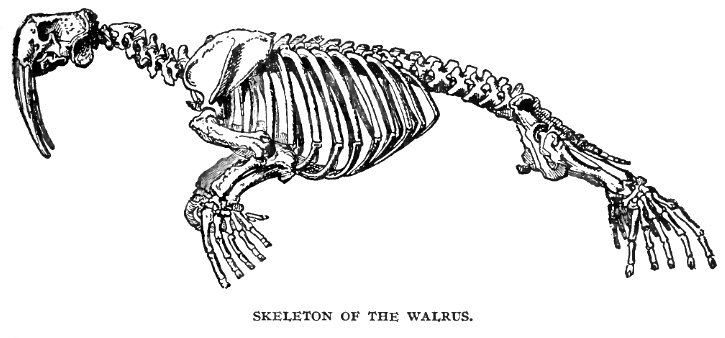
A rozmár csontváza

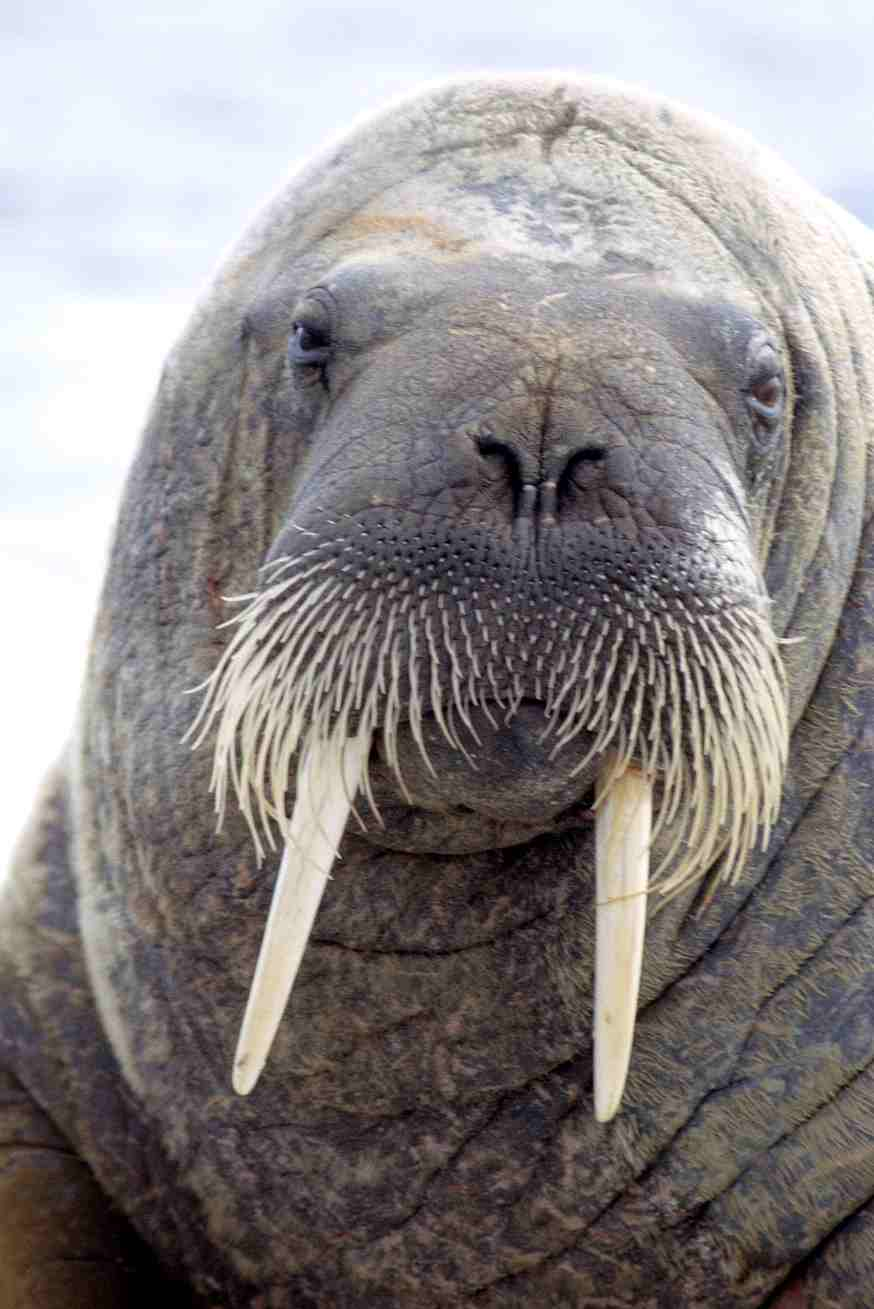
A rozmár fején jól látszanak az ajak fölött elhelyezkedő érzékelő szőrszálak, melyekkel a mechanikai ingereket és a hullámokat érzékelik

A hím átlagos hossza 3,2 méter, testtömege 1,2-1,5 tonna; a nőstény átlagos hossza 2,7 méter, testtömege 600-850 kilogramm. Mellső végtagja mintegy 65 centiméter hosszú és 37 centiméter széles, a hátsó valamivel rövidebb. A rozmár, az elefántfókák kivételével, tömeg és méret tekintetében minden fókafélét felülmúl. Semmilyen más fajjal nem lehet összetéveszteni. Bőre barna – az idősebb példányoké egyre szürkébb. Az első szemfogak hatalmas agyarakká alakultak át. A hímek agyara elérheti az egy métert (átlagosan mintegy 50 centiméter), a nőstényeké valamivel kisebb. Az agyarak 4-5 hónapos korukban kezdenek megjelenni. Gyökerük nincs, az állat egész élete során nőnek. A bikáké erősebb, a tövénél 16-20 centiméter a kerülete, míg a teheneknél csak 11-13 centiméter. Az agyarak egyenesek vagy enyhén befelé hajlanak, az állat velük kaparja fel táplálékát a tengerfenékről. Így azok hegye folyamatosan kopik, amit a növekedéssel kiegyenlítenek. A kopás mértéke az aljzat keménységétől függ.
Kültakarója más emlősökéhez hasonlóan: felhámból, irhából és a bőr alatti zsírrétegből áll: a felhámot és az irhát évente levedli. Az irhában helyezkednek el a szőrtüszők, az izzadság- és a faggyúmirigyek. Az összefüggő zsírréteg a kihűléstől védi az állatot. A kifejlett rozmároknál a szőrzetnek már nincs szerepe. A borjaknak még tömött, puha bundájuk van, amely egész testüket egyenletesen beborítja. Ahogy növekednek, ez egyre gyérül, míg végül csupán a szinte teljesen csupasz bőr marad, ami viszont rendkívül erős, az öreg bikáknál akár 2,6 centiméter is lehet.
Agya körülbelül 1 kilogrammos; lényegesen barázdáltabb a szárazföldi ragadozókénál.

## Életmódja
Többnyire családban vagy csordában él: az öreg bikák háremet gyűjtenek maguk köré, és azt a riválisokkal szemben megvédik. A fiatal bikák külön csoportokba tömörülnek. A bikacsordák messzebb behatolnak a Jeges-tengerbe, mint a nőstények. Táplálékot keresve 10 percig és akár 30 méter mélyre buknak alá a tengerfenékre, ahol agyaraikkal zsákmányaikat kaparják elő. Tápláléka igen vegyes: túlnyomóan az iszapban és a jégpárkány mellett élő rákokat, kagylókat, férgeket és más alsóbbrendű állatokat eszi, de nem veti meg a fiatal fókákat és más víziállatokat sem, továbbá ritkán halat is fogyaszt, főleg a nagy sarki tőkehalat. A rozmár olyan erősen és ügyesen tud szívni, hogy a puhatestűek héjából csak az állatok lágy részeit szakítja ki. Az állat legfeljebb 40 évig él.

## Szaporodása
A nőstények rendszerint 6-7 évesen, a hímek 8 éves kortól válnak ivaréretté. A párzási időszak januártól márciusig tart. A párzás a vízben történik meg. A vemhesség 15 hónapig tart, de ebbe az időbe beletartozik a 3 hónapos csíranyugvás. A nőstények egyetlen kölyköt szülnek. A borjú 18-24 hónapig szopik. Az újszülött borjú körülbelül 1,2 méter hosszú és 60 kilogramm tömegű, és hála anyja tápanyagokban gazdag tejének, első életévében 1,5 méteresre nő. Második évének kezdetén már nagymértékben önálló, de még a csordával marad.

## Hasznosítása a múltban
A fóka- és bálnavadászok Európában és Amerikában a 18. és 19. században egyformán vadászták a rozmárt is, ami az atlanti alfaj drasztikus visszaszorulásához vezetett. Kereskedelmi célzatú vadászatát mostanra már betiltották, de a csukcs és eszkimó népeknél még szabadon lehet tartani rozmárvadászidényt.
Vadászatának fénykorában az állat minden részét hasznosították. Húsa és zsírja fontos táplálékforrásként szolgált elsősorban a sarkvidéken. Agyarából és csontjából szerszámokat valamint dísztárgyakat készítettek. Zsírjából olajat olvasztottak, bőre kiváló volt kötélkészítéshez, a lakásokban burkolatnak, a ruháknál pedig bélésnek. Különösen a vízálló jellegének vették hasznát.
A rozmárhúst még ma is fogyasztják, de a legális hozzáférés és az állat vadászata szabályokhoz van kötve. Agyarából még ma is számos dísztárgyat állítanak elő, a rozmáragyar faragására külön mesterség épült.
A rozmárhús nem különösebben ízletes, fogyasztása a sarkvidéken inkább létszükségleti okokból volt fontos, ám nyelve és uszonya a mai napig ínyencségnek számít.